# Recensement de la Palestine mandataire de 1922
Le recensement de la population de la Palestine mandataire en 1922, est le premier recensement de la population effectué par les autorités britanniques dans le cadre du mandat pour la Palestine, le 23 octobre 1922
.
La population totale de la région s'élève à 757 182 habitants et comprend les militaires et les personnes de nationalité étrangère. La répartition en groupes religieux est de 590 890 musulmans (dont 656 Tcherkesses), 83 794 juifs, 73 024 chrétiens, 7 028 druzes, 408 sikhs, 265 baháʼís, 156 métaoualis et 163 samaritains.

## Publication
Un résumé des résultats du recensement est publié en un volume unique. Il détaille la population de chaque village divisée par religion et par sexe, ainsi que des résumés pour chaque district et pour l'ensemble du pays. Il contient également des tableaux avec des chiffres de population selon la confession chrétienne, l'âge, l'état matrimonial et la langue.